# 安德里伊夫卡 (奥布希夫区)
49°39′28″N 31°4′5″E / 49.65778°N 31.06806°E
安德里伊夫卡（烏克蘭語：Андріївка），是烏克蘭中北部基輔州奧布希夫區米罗尼夫卡市镇内的村落，位於該國，由負責管轄，始建於1906年，面積3.78平方公里，海拔高度125米，2001年人口116，人口密度每平方公里30.7人。